# Mark (1871)

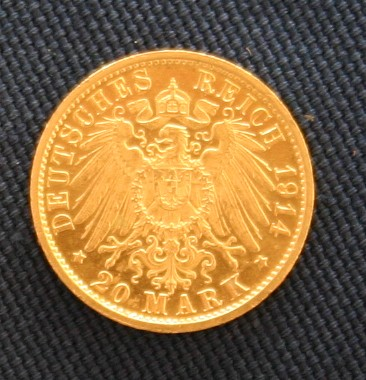
Muntstuk van 20 mark (1914)

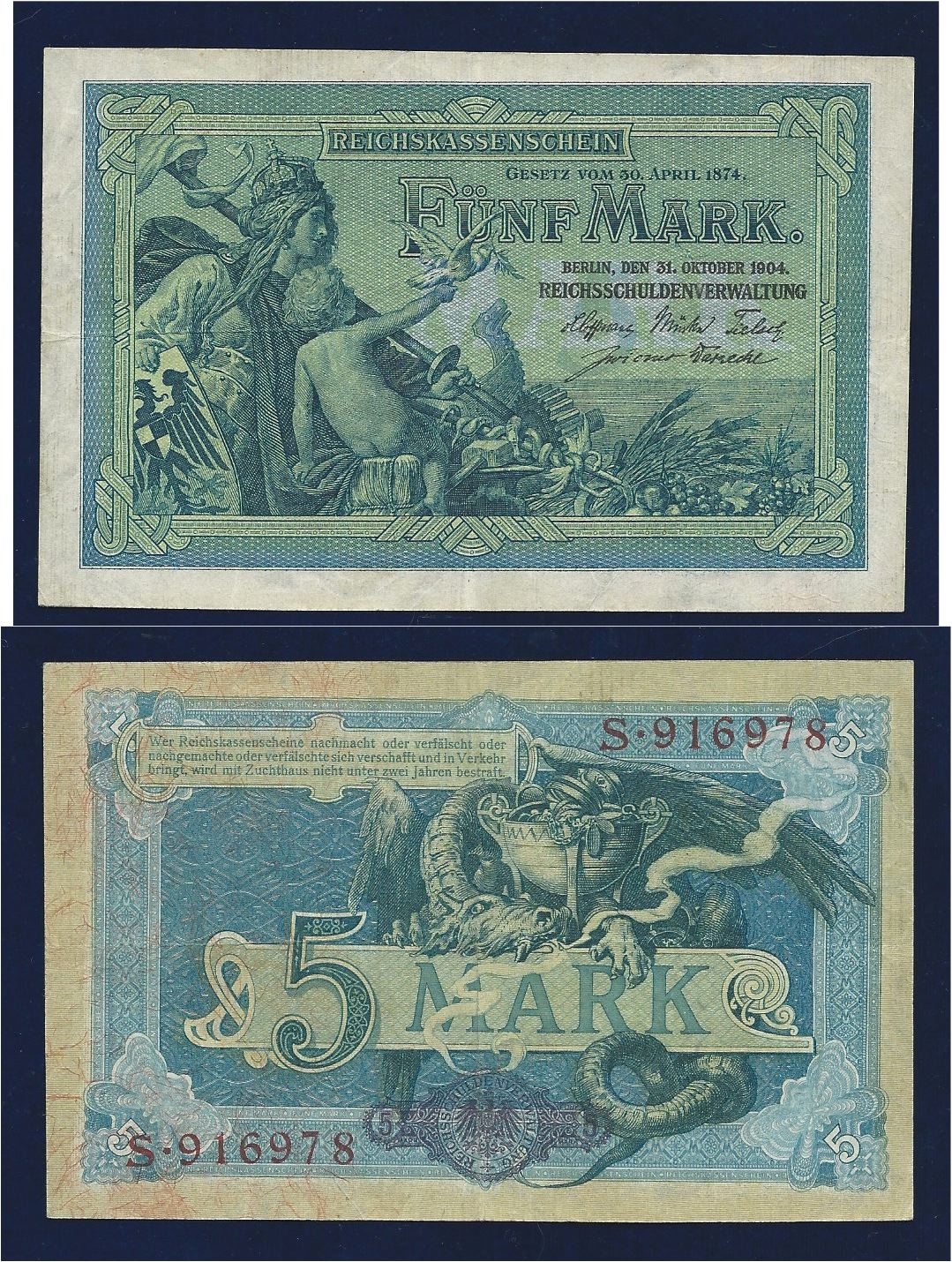
Bankbiljet van 5 mark (1904)

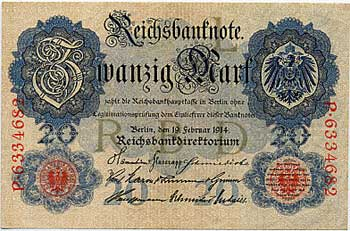
Biljet van 20 mark (1914)

De Mark (Mk of ℳ, M in schuinschrift; Nederlands: mark), ook wel als Goldmark aangeduid, was van 1871 tot 4 augustus 1914 de rekeneenheid en de munteenheid van het Duitse Keizerrijk. 
De naam mark is afgeleid van de gelijknamige oorspronkelijke Germaanse gewichtseenheid, die later met name in de Duitse Hanzesteden op de geldeenheid overging.
Het voor een derde door de gouden standaard gedekte geld kwam overeen met 0,358 423 of 1000/2790 gram goud per mark. Er zijn munten met een waarde van 5, 10 en 20 mark geslagen. Dit zijn de eigenlijke Goldmarken. Het papiergeld was tot het uitbreken van de Eerste Wereldoorlog in principe bij de Deutsche Bank tegen goud inwisselbaar.
Op 18 januari 1871 vond de Reichsgründung, de grondlegging van het Rijk, plaats. Hier besloten de vele kleine staatjes samen het Duitse Keizerrijk te gaan vormen. De staatjes hadden hun eigen munten in omloop en dit was onhandig na de creatie van het Rijk. De mark werd geïntroduceerd en na een overgangsperiode werd deze munt op 1 januari 1876 het enige wettige betaalmiddel.
De waarde van de mark was gerelateerd aan het goud, waarbij 2790 mark equivalent was aan 1 kilogram goud of 1 mark was gelijk aan 358 milligram goud. Er kwamen munten van 1, 5 en 20 mark in omloop en bankbiljetten tot 100 mark. Met het uitbreken van de Eerste Wereldoorlog werd de link met het goud verbroken, de uitgifte van de gouden munten werd gestaakt en vanaf 31 juli 1914 konden de bankbiljetten niet meer in goud worden omgewisseld. In korte tijd verdwenen alle munten met edelmetaal uit circulatie en de Reichsbank begon met de uitgifte van bankbiljetten van 1 en 2 mark. 
De benaming Goldmark is pas na 1914 ontstaan ter onderscheiding van het aan inflatie onderhevige papiergeld, dat tijdens de hyperinflatie van 1918 tot 1924 werd gedrukt. Dat geld kreeg de officieuze naam Papiermark. Vanaf 1923 werden biljetten met de aanduiding Goldmark gedrukt als noodgeld. De waarde van dit geld was gebaseerd op de Amerikaanse dollar.
In 1924 werd de mark vervangen door de Reichsmark (rijksmark). Dit gold voor zowel de Goldmark als de Papiermark.